# Autobahnknoten Bratislava-juh
Der Autobahnknoten Bratislava-juh („Bratislava-Süd“; slowakisch diaľničná križovatka Bratislava-juh) liegt in der slowakischen Hauptstadt Bratislava im Stadtteil Podunajské Biskupice und verbindet die Bratislavas Ringautobahn D4 mit der Schnellstraße R7. Er befindet sich in einem ländlichen Gebiet unweit der Donau, südlich der Erdölraffinerie Slovnaft und westlich der Gemeinde Rovinka, aber noch innerhalb der Stadtgrenzen Bratislavas.
Auf der D4 trägt der Knoten die Nummer 9, auf der R7 die Nummer 6. Zur Planungs- und Bauzeit wurde der Knoten nach dem nächstliegenden Ortsteil als Bratislava-Ketelec bezeichnet.

## Bauart

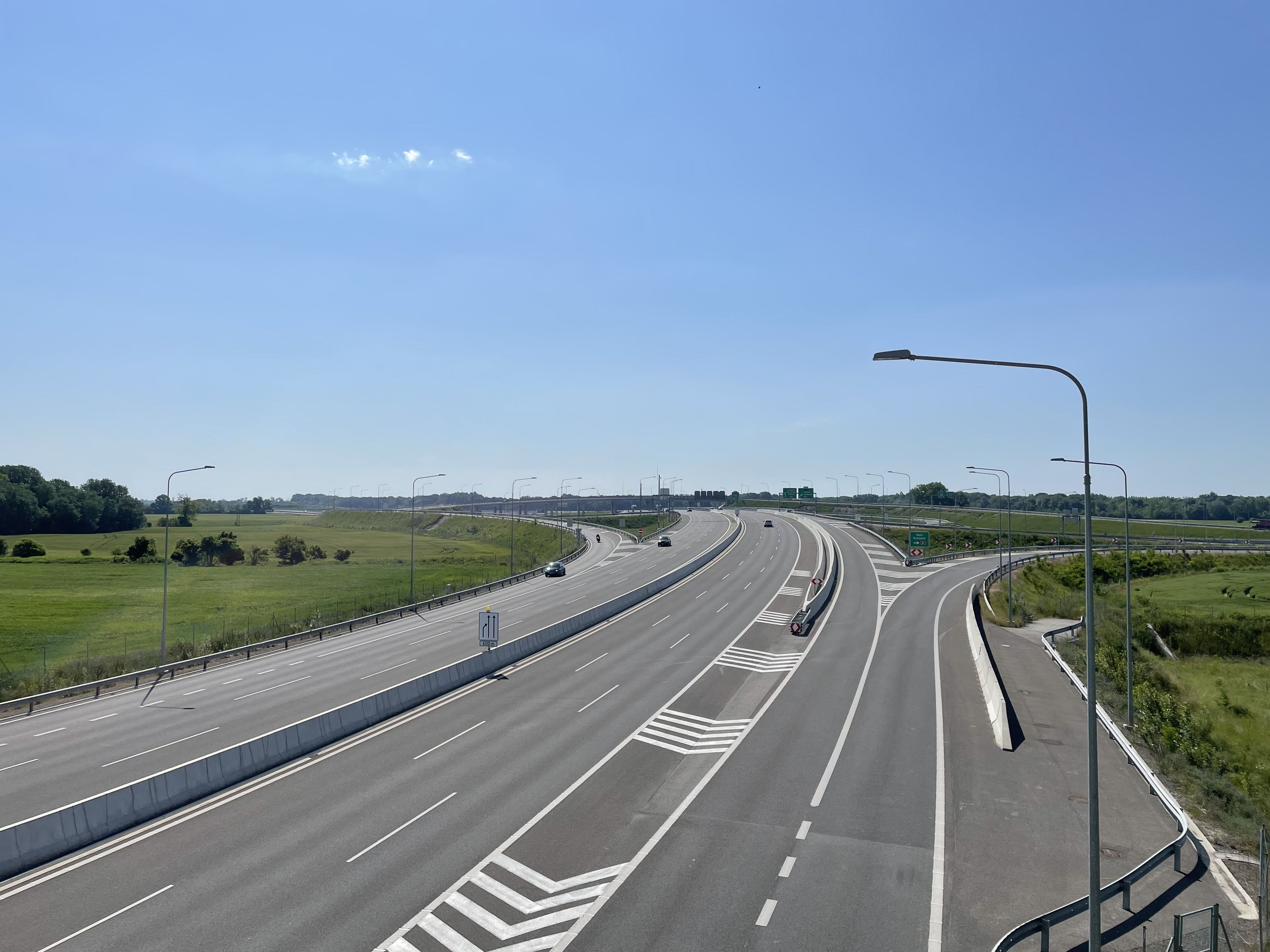
Die sechsspurige R7 aus Richtung Bratislava vor dem Knoten

Der Knoten ist von der Bauform her als Kleeblatt mit einer Direktrampe ausgeführt, wobei die beiden Straßen sich in einem spitzen Winkel kreuzen. Die Direktrampe ermöglicht einen schnelleren Wechsel von der D4 von der österreichischen Grenze heraus zur R7 stadteinwärts. Die D4 hat 2 × 2 Fahrstreifen mit Standstreifen je Richtung und eine Verflechtungsstrecke westwärts, die R7 hat 2 × 3 Fahrstreifen mit Standstreifen je Richtung im Bereich des Autobahnknotens und verengt sich auf 2 × 2 Fahrstreifen mit Standstreifen Richtung Dunajská Streda, dazu eine Verflechtungsstrecke ebenfalls Richtung Dunajská Streda. Mit Ausnahme der zweistreifigen Direktrampe sind alle Rampen einstreifig.

## Betreuung
Der Knoten wird zur Gänze durch die private Gesellschaft Zero Bypass Limited betreut.

## Geschichte
Der Autobahnknoten entstand ab 2016 Rahmen des PPP-Projekts für den Bau und Betrieb der D4 und R7, geführt durch das Konsortium Zero Bypass Limited. Der erste Teil wurde mit der Eröffnung der angrenzenden Bauabschnitte der D4 (Bratislava-juh – Bratislava, Podunajské Biskupice) und R7 (Bratislava-juh – Šamorín-západ) am 19. Juli 2020 befahrbar. Die Eröffnung der beiden anderen Arme erfolgte in einem kurzen Abstand im Jahr 2021: zuerst wurde der D4-Abschnitt Bratislava, Petržalka – Bratislava-juh (inklusive der fast 3 km langen Donaubrücke) am 26. September dem Verkehr freigegeben, am 2. Oktober folgte der R7-Abschnitt Bratislava-Nivy – Bratislava-juh.